# Oberliga 1961-1962
L'edizione 1961-62 della Oberliga vide la vittoria finale del Colonia.

## Turno di qualificazione
| Arbitro: | Dusch |

|                                                    |           |            |
| Ipta 53’ Koslowski 92’ Assmy 98’ Klodt 104’ (rig.) | Marcatori | 90’ Schütz |

## Girone 1
|    | Classifica           | G | V | N | P | GF | GS | Pt |
| -- | -------------------- | - | - | - | - | -- | -- | -- |
| 1. | Norimberga           | 3 | 3 | 0 | 0 | 8  | 4  | 6  |
| 2. | Tasmania Berlino     | 3 | 1 | 1 | 1 | 3  | 3  | 3  |
| 3. | Schalke 04           | 3 | 1 | 1 | 1 | 5  | 6  | 3  |
| 4. | Borussia Neunkirchen | 3 | 0 | 0 | 3 | 4  | 7  | 0  |

| Arbitro: | Baumgärtel |

|                |           |                       |
| Rosenfeldt 15’ | Marcatori | 28’ Reisch 32’ Strehl |

| Arbitro: | Sparing |

|                                    |           |                             |
| Gerhardt 61’, 75’ Assmy 74’ (rig.) | Marcatori | 25’ Ringel 56’ Dörrenbächer |

| Arbitro: | Schulenburg |

|                                       |           |                               |
| Schröder 61’ (aut.) Albrecht 73’, 78’ | Marcatori | 13’ (rig.) Leist 28’ Pidancet |

| Arbitro: | Ommerborn |

|             |           |                  |
| Neumann 86’ | Marcatori | 59’ (rig.) Assmy |

| Arbitro: | Spiewak |

|                                   |           |               |
| Morlock 28’, 32’ Flachenecker 56’ | Marcatori | 10’ Koslowski |

| Arbitro: | Schmidt |

|  |           |                 |
|  | Marcatori | 48’ Schlichting |

## Girone 2
|    | Classifica            | G | V | N | P | GF | GS | Pt |
| -- | --------------------- | - | - | - | - | -- | -- | -- |
| 1. | Colonia               | 3 | 3 | 0 | 0 | 14 | 1  | 6  |
| 2. | Eintracht Francoforte | 3 | 2 | 0 | 1 | 11 | 5  | 4  |
| 3. | Amburgo               | 3 | 1 | 0 | 2 | 7  | 6  | 2  |
| 4. | FK Pirmasens          | 3 | 0 | 0 | 3 | 4  | 24 | 0  |

| Arbitro: | Ott |

|          |           |                            |
| Kreß 40’ | Marcatori | 34’ Habig 46’, 49’ Thielen |

| Arbitro: | Kandlbinder |

|                                           |           |                                            |
| Matischak 19’ Weishaar 25’ Kapitulski 69’ | Marcatori | 3’, 36’, 70’, 76’ Seeler 38’ Wulf 48’ Krug |

| Arbitro: | Tschenscher |

|            |           |  |
| Müller 79’ | Marcatori |  |

| Arbitro: | Treichel |

|                                                         |           |               |
| Stein 19’, 26’, 30’, 59’, 77’ Lindner 22’, 88’ Kreß 63’ | Marcatori | 66’ Matischak |

| Arbitro: | Kreitlein |

|                                                                                        |           |  |
| Thielen 19’, 25’, 60’, 65’ Müller 39’, 52’, 75’ Habig 58’ Schäfer 59’ Sturm 78’ (rig.) | Marcatori |  |

| Arbitro: | Schörnich |

|            |           |                          |
| Dörfel 21’ | Marcatori | 15’ Weilbächer 44’ Stein |

## Finale scudetto
| Arbitro: | Dusch |

|                                                                                      |            |                                                                                            |
| Schäfer 22’ Habig 26’, 49’ Pott 71’                                                  | Marcatori  |                                                                                            |
| Ewert Hemmersbach Wilden Schnellinger Pott Habig Breuer Sturm Schäfer Thielen Müller | Formazioni | Wabra Derbfuß Wenauer Hilpert Gettinger Reisch Flachenecker Albrecht Zenger Strehl Morlock |
| Čajkovski                                                                            | Allenatori | Widmayer                                                                                   |

| Colonia | 4 – 0 | Norimberga |

## Verdetti
- Colonia campione della Germania Ovest 1961-62.